# Rokokó képzőművészet Magyarországon

## Története
A 18. század első felében a vezető rétegek Európa szerte fokozatosan megszabadultak az egyházi befolyástól, ezért olyan életmódot alakítottak ki, amelyek középpontjában az élet élvezete állt. Ehhez egy művészeti irányzat párosult, ami kifejezte és támogatta ezt az úri modort.  Ez volt a rokokó, a barokk művészet utolsó felragyogása. A művészetet egyfajta kétarcúság jellemezte, mert egyrészről érdeklődött a puszta természet iránt, másrészről a fantázia szabadságát kibontakoztatta a képzőművészeti formákban.
A rokokó klasszikus megjelenési formája az udvari kultúrkör volt. Később az udvar divatja ahogy önálló stílus irányzattá vált jellegzetes formai vonásai megjelentek az egyházi művészetben  és a népművészetben is.  Magyarországon az 1760-as években, Bécshez közelebb álló területeken sorra épültek rokokó kastély együttesek.

## Általános jellemzők
A stílus belsők változatos alakítására teszi a hangsúlyt. Festői, dekoratív játékos és ornamentális. A díszítőelemek közül a névadó kagylódísz szerepel leggyakrabban. Játékos, zsúfolt, mindent elborító stukkódíszítés jellemzi. 

## A rokokó festészete és szobrászata
A magyarországi rokokó emlékei a szerényebb köznemesi udvari kultúrából maradtak fent, részben az egyházi keretek őrizték meg. A Pozsony, Pest-Buda tengelytől, annak környezetétől távolabb a Dél-Dunántúlon és Északkelet-Magyarországon, ahol a bécsi akadémia ízlésének már nem volt olyan erős a befolyása. 
A hazai rokokó képviselői nem akadémiát végzett művészek voltak, hanem a városok bajor, lengyel, sziléziai származású s természetesen hazai mesterei. Továbbá Stájerországból jött művészek, rajtuk kívül különböző szerzetesi fafaragó műhelyek erősen nemzetközi gárdája. A világi rokokó festészet legjellegzetesebb emléke északkelet-magyarországi kastélyok számára készült.  
Beller Jakab Keglevich kastély dísztermét, Lieb Ferenc az Eszterházy-Forgách-kastély termeit és a lengyel származású Wolucki Károly a Szirmay-kastélyt festette ki könnyed ecsetkezeléssel. Falképeiken a mitológiai események elevenednek meg, mint Pétervásárán Vertumnus és Podoma mitológiai alakjai. 
A rokokó festészet Északkelet-Magyarországon is  jelen van az egyházi művészetben is. Wolucki Károly az alsótaróci görögkatolikus templomban dolgozott, ő festette a szentmihályfalvai kápolna mennyezetére Nagy Lajos király mariazelli kegyképpel kapcsolatos legendáját. Az Edelényben dolgozó Lieb Ferenc a tőketerebesi templom a késő gótikus boltozatának mezőibe festhette a pálosok legendáriumának jeleneteit. Az ő munkája még az Andrássy-kastélyban található kápolna. Művein mindig testetlen könnyű figurákat szerepeltet, néhány alakos jelenetbe fogja össze munkáit. Ahol mégis nagyobb szabású ábrázolásra kényszerül, az  a monoki Krisztus feltámadása és a taktabáji református templom mennyezte, amelyet a Patay család megbízásából készített. 
A magyarországi rokokó festők közül kevesen voltak, akik jó mesterségbeli felkészültséggel bonyolultabb kompozíciókat tudtak volna létrehozni. A legszebb rokokó falkép együttesnek a balatonkeresztúri plébániatemplomnak festője Johann Pöckel, aki a szécsiszigeti templom falképein Maulbertsch sümegi kompozícióit ismételte meg.  
A hazai festők többsége inkább a túlhangsúlyozott dekorativitás biztonságát választotta.
Trinta András a lőcsei minorita  templomban rocaille-díszében jelentős dekoratív igény feszül.

## Szobrászat
A rokokó másik jelentős műfaja a szobrászat volt, melynek forrásait a hazai egyházak őrizték meg. Ritkábban kastélyépületek, parkok és kerti pavilonok igényelték a szobrászati díszítést. Azonban ezek közül csak azok maradtak meg, ami erősen az épülethez kötődött például márkusfalvi kastély homlokzatának stukkóborítása. 
A Felvidék művészetének egyéni képet adott a faszobrászat. E vidék tele vannak rokokó oltárokkal, szószékekkel és orgonákkal, melyek alkotóit homály fedi.
Hartmann Antal volt, aki 1744-64 között Miskolctól Eperjesig szállított oltárt, bútort, szószéket.
Schmidt Ferenc, aki a nagyvázsonyi templom népies hatású rokokó oltárait faragta. 
Északkelet- Magyarország mellett a rokokó másik központja a Dél-Dunántúl volt, ahol stájerországi mesterek dolgoztak.
Philipp Jakob Staub, aki Egervárra, Szécsiszigetre és Ercsibe készített oltárokat és szobrokat. Philipp Jakob Staub egervári Szent Rókusa és Szent Sebestyénje a magyarországi rokokó szobrászat fő művei közé tartozik. 
Felfogásával rokokó plasztika rejtélyes alakjának Johann Anton Klaussnak a művészete. Már érett mesterként érkezett Magyarországra, a jászói premontrei apátság díszítésére. Magyarországon kívül munkái nem ismeretesek. Pilgram, Kracker, Hennevogel mind csak vendégművészek voltak Jászón, addig Klauss a munka befejeztével letelepedett. Az emberi test nála nem rokokó módon lekicsinylő arányrendszerben jelenik meg, hanem klasszicizáló módon. Anyaga stukkó, amely a fánál nagyobb szabadságot ad, stílusa a dél német rokokóból eredeztethető. Jászói püspök leplei szinte elszabadulnak viselőiktől, s szabadon hullámzó lebegtetésükkel a végső határig megy el. Később munkássága letisztul, higgadtabbá vált. 
A magyarországi rokokó szobrászat sajátos színfoltját képviselik a szerzetesrendi fafaragóműhelyek. Legnevezetesebbek a pálos faragók voltak, de a ferences és jezsuita rendben is. Leginkább templompadokat, szentély és kórusstallumokat, orgonaszekrényeket, sekrestye és könyvtárberendezéseket készítettek.    A rokokó rendkívül erősen ornamentális, dekoratív jellegű stílus irányzat volt. A leggazdagabb együttesek a tihanyi bencés apátság orgonája (Stuhlhof Sebestyén), a székesfehérvári jezsuiták sekrestyéje (Hyngeller) s a pesti pálosok könyvtára Rutschman Antal nyomán.

## Szakirodalom
- Galavics Géza: Barokk. In: Magyar[országi] művészet a kezdetektől 1800-ig.Budapest (Corvina) 2001.
- Igaz Rita: A barokk Magyarországon. Budapest (Corvina) 2007.